# كاميرون رايت
كاميرون رايت (بالإنجليزية: Cameron Wright)‏ هو منافس ألعاب قوى أمريكي، ولد في 7 نوفمبر 1972.

## وصلات خارجية
- كاميرون رايت على موقع الاتحاد الدولي لألعاب القوى (الإنجليزية)
- كاميرون رايت على موقع أوليمبيديا (الإنجليزية)